# Prix Georges, Jacques et Elias Canetti
Le Prix Georges, Jacques et Elias Canetti est né en 2005 sous l’autorité d’Alice Dautry, alors directrice générale de l’Institut Pasteur, quelques mois après que la famille Canetti a fait donation d’une correspondance de 158 lettres échangées entre les trois frères Canetti de 1938 à 1952.
La récompense est un prix de 15 000 euros versé chaque année au mois de décembre à un jeune chercheur.

## Lauréats
- 2006 : Pedro Alzari[2]
- 2007 : Roland Brosch[3]
- 2008 : Brigitte Gicquel[4],[5]
- 2009 : Lluis Quintana-Murci[6]
- 2010 : Caroline Demangel[7]
- 2011 : Françoise Dromer[8]
- 2012 : Claude Leclerc[9]
- 2013 : François-Xavier Weill[10]
- 2014 : Fernando Arenzana[11]
- 2015 : Claude Parsot[12]
- 2016 : Laleh Majlessi
- 2017 : Javier Pizarro-Cerda
- 2018 : Nadia Naffakh
- 2019 : Ludovic Tailleux
- 2020 : Mélanie Hamon
- 2021 : Etienne Simon-Lorière
- 2022: Olaya Rendules-Garcia
- 2023 : Sylvain Brisse
- 2024 : Mathieu Picardeau